# نادي الألومنيوم
نادي الألومنيوم هو نادي كرة قدم مصري يقع في مدينة نجع حمادي في محافظة قنا ويتبع شركة مصر للألومنيوم تم تأسيس النادي عام 1962 وقد لعب لعدة مواسم في الدوري الممتاز.